# Dolby Cinema
Dolby Cinema — формат фільмів, створений компанією Dolby Laboratories, який поєднує в собі власні технології Dolby, такі як Dolby Vision та Dolby Atmos, а також інші вхідні та внутрішні особливості дизайну. Технологія конкурує з IMAX та іншими великими форматами, такими як XD Cinemark та RPX Regal.

## Історія
Першими установами, які виступили представниками фільмів Dolby Cinema, стали кінотеатри JT (зараз Vue) Bioscopen в Ейндговені, Нідерланди, з 18 грудня 2014 року; Cinesa La Maquinista в Барселоні, Іспанія. Dolby Laboratories має партнерські контракти з Cinesa, Vue Cinemas, AMC Theatres (відома як Dolby Cinema на АМС), кінотеатрами Cineplexx Cinemas, Wanda Cinemas, Reel Cinemas і Odeon Cinemas to install Dolby Cinemas..
26 травня 2017 року Dolby оголосила, що уклала угоду з Les Cinémas Gaumont Pathé, щоб відкрити 10 нових місць у Європі. Сім установ будуть розташовані у Франції, а три — у Нідерландах.

## Технологія

### Dolby Vision
Dolby Cinema використовує проєкційну систему Dolby Vision, розроблену компанією Dolby Laboratories спільно з Christie Digital. Система складається з подвійних модульних лазерних проєкторів Christie 4K 6P (первинних), які мають індивідуальну конструкцію, що забезпечує унікальний шлях світла. Система здатна забезпечити до 14 фут-ламберт на матових білих екранах з єдиним набором для 3D (до 31 фут-ламберта для 2D), що є суттєвим поліпшенням на 3D-системах нинішнього покоління, які забезпечують від 3 до 3,4 фут-ламберта для 3D. У результаті поліпшується яскравість, колір і контрастність у порівнянні з традиційними ксеноновими проєкторами. Перші кінотеатри тимчасово використовували лазерні проєктори з подвійним Christie 4K до тих пір, поки Dolby Vision не були випущені навесні 2015 року.
Dolby 3D використовує роздільну здатність спектра, де два проєктори функціонують в режимі укладання, при цьому кожен проєктор випромінює дещо іншу довжину хвилі червоного, зеленого і синього кольорів. На проєкторі немає поляризації, а 3D-окуляри мають фільтри, які блокують праймери, що використовуються проєктором, для проеціювання зображення, призначеного для іншого ока.
Dolby Vision здатний відображати такі комбінації роздільної здатності та частоти кадрів:
- 2k — 2D зі швидкістю 120 кадрів в секунду, 60 кадрів в секунду, 48 кадрів в секунду та 24 кадри в секунду;
- 2k — 3D зі швидкістю 120 кадрів в секунду, 60 кадрів в секунду, 48 кадрів в секунду та 24 кадри в секунду на кожне око/проєктор;
- 4k — 2D зі швидкістю 48 кадрів в секунду, 30 кадрів в секунду та 24 кадри в секунду;
- 4k — 3D з частотою 48 кадрів в секунду, 30 кадрів в секунду та 24 кадри в секунду на один екран/проєктор.

Попри те, що подвійні проєктори здатні відображати коефіцієнт контрастності 7500:1, який визначається функцією DCI з фіксованою яскравістю для фільмів, які не мають градуювання за допомогою Dolby Vision, проєктори обмежені коефіцієнтом контрастності 5000:1. Голлівудські студії оцінили понад 100 фільмів безпосередньо на проєкторах Dolby Cinema, тоді творчий колектив зможе створити контент зі співвідношенням контрастності 1 000 000:1.

### Dolby Atmos
Іншим компонентом досвіду Dolby Cinema є Dolby Atmos, об'єктноорієнтований формат 3D-об'ємного звуку, розроблений компанією Dolby Laboratories. Система здатна забезпечити 128 одночасних аудіовходів, які використовують до 64 індивідуальних динаміків для покращення занурення глядача. Першим фільмом, який підтримав новий формат, став анімаційний фільм The Walt Disney Company і Pixar «Відважна», випущений у 2012 році.

### Signature Entrance
Більшість кінотеатрів Dolby Cinemas мають вигнутий вхід на відеостінні, котра демонструє сюжет, пов'язаний з фільмом, який транслюють в кінотеатрі. Сюжет, що відображається на відеостіні, спеціально створений кіностудією і призначений для занурення глядачів у сенс фільму до початку фільму. Відео створюється за допомогою декількох коротких проєкторів високої чіткості у вхідній стелі, а власне програмне забезпечення використовується для піксельної карти різних зображень разом уздовж стіни. Аналогічно, звук генерується за допомогою динаміків, розміщених у стелі входу.